# Piramis

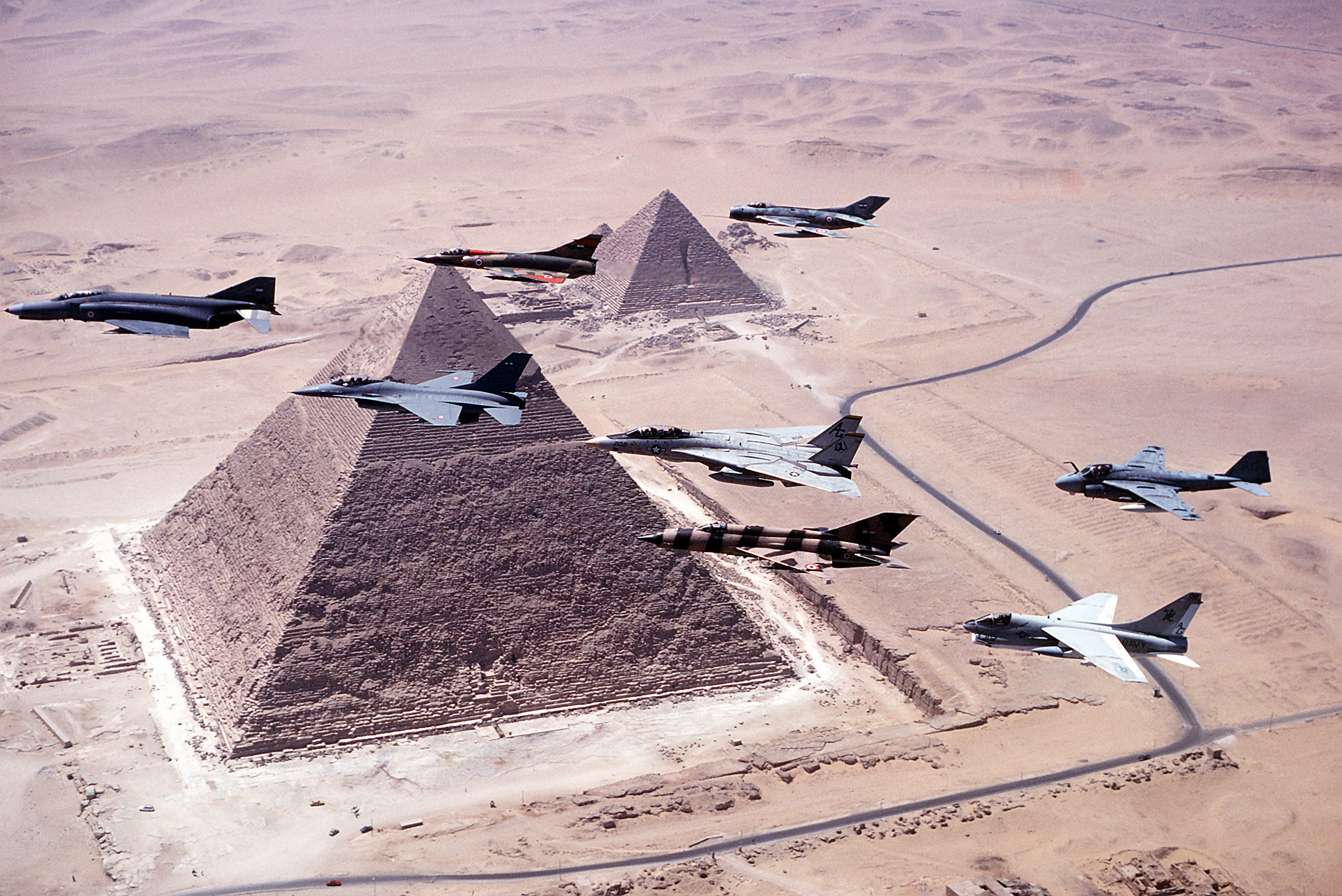
A gízai piramisok a világ legismertebb piramisai

A piramis négyzet alapú, gúla alakú (lépcsős piramis esetén egymásra épített csonkagúlákból álló) építmény. A piramis szó valószínűleg a gúla magasságára vonatkozó óegyiptomi geometriai terminusból, a peremusz szóból ered, ezt társították hozzá később a görög pür, azaz ’tűz’ szóhoz. Az egyiptomiak mernek nevezték, ennek a szónak a jelentése „a fölemelkedés helye”.

## Az egyiptomi piramisok

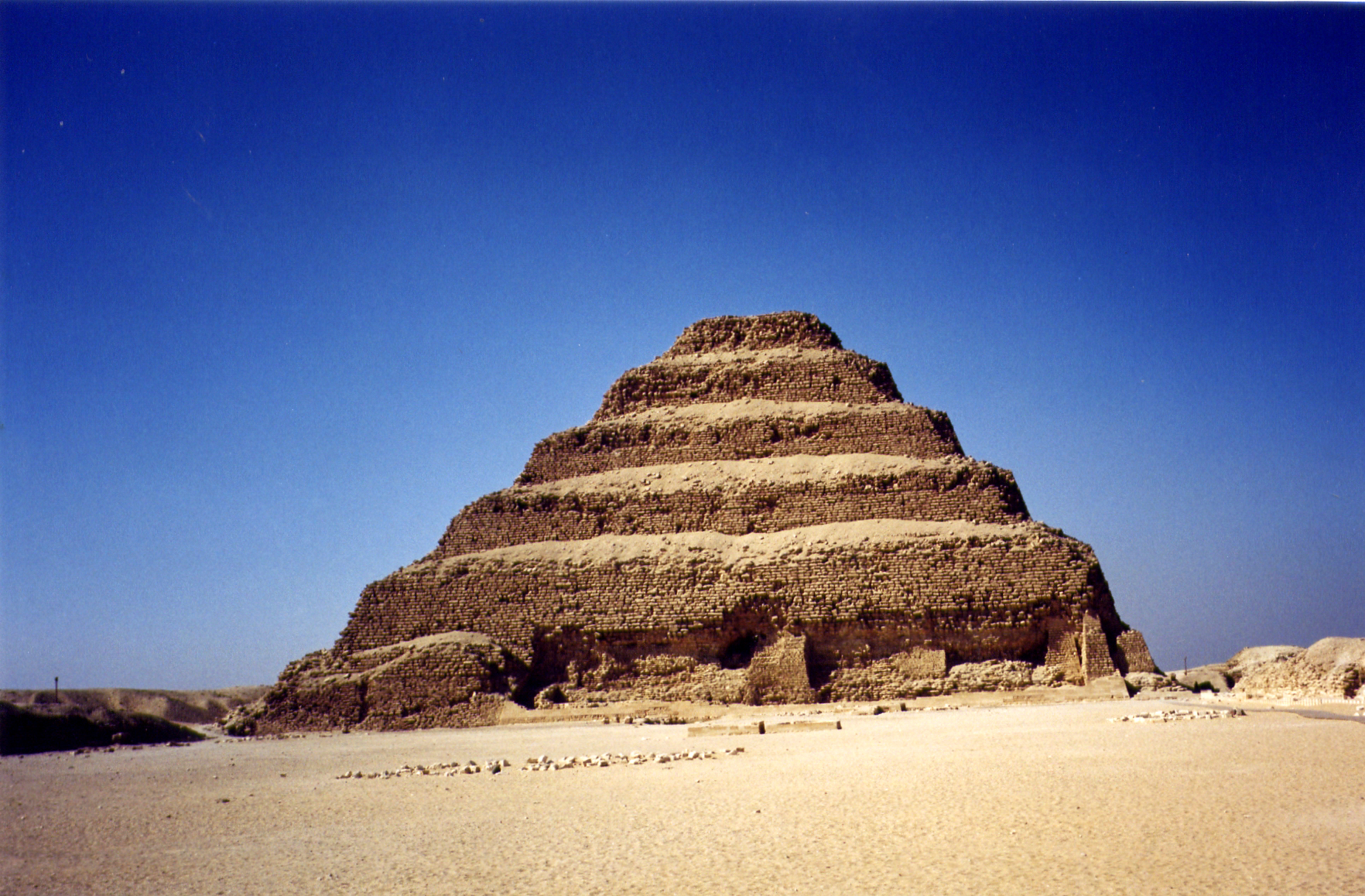
Dzsószer lépcsős piramisa Szakkarában

Az egyiptomi piramisok a legrégebbi gúla alakú építmények. Közvetlen kapcsolatuk nincs a Föld más pontjain megjelenő gúlákkal, legfeljebb a római birodalom egyes helyein épített emlékművek inspirálásában játszottak szerepet. Ezek azonban mindenhol el is különülnek a többi latin-római emlék fejlődésvonalától és egyedi esetként jelennek meg.
Az egyiptomi piramisok a Nílus-delta déli végétől Közép-Egyiptom déli részéig végigkísérik a folyamvölgyet, annak bal partján. Sem a teljes jobb parton, sem Egyiptom más részein nem jelenik meg, leszámítva a thébai nekropolisz néhány archaizáló síremlékét (II. Mentuhotep, I. Jahmesz).
Építésük az egyiptomi Ó- és Középbirodalom idejére datálódik (III-XIII. dinasztia), az i. e. 27. századtól az i. e. 19. századig. Az alsó- és felső-egyiptomi sírépítészeti hagyomány ötvöződött bennük. Építészeti fejlődésük – a teljes piramiskörzettel együtt – jól követhető és dokumentálható folyamat.

## Szudáni piramisok

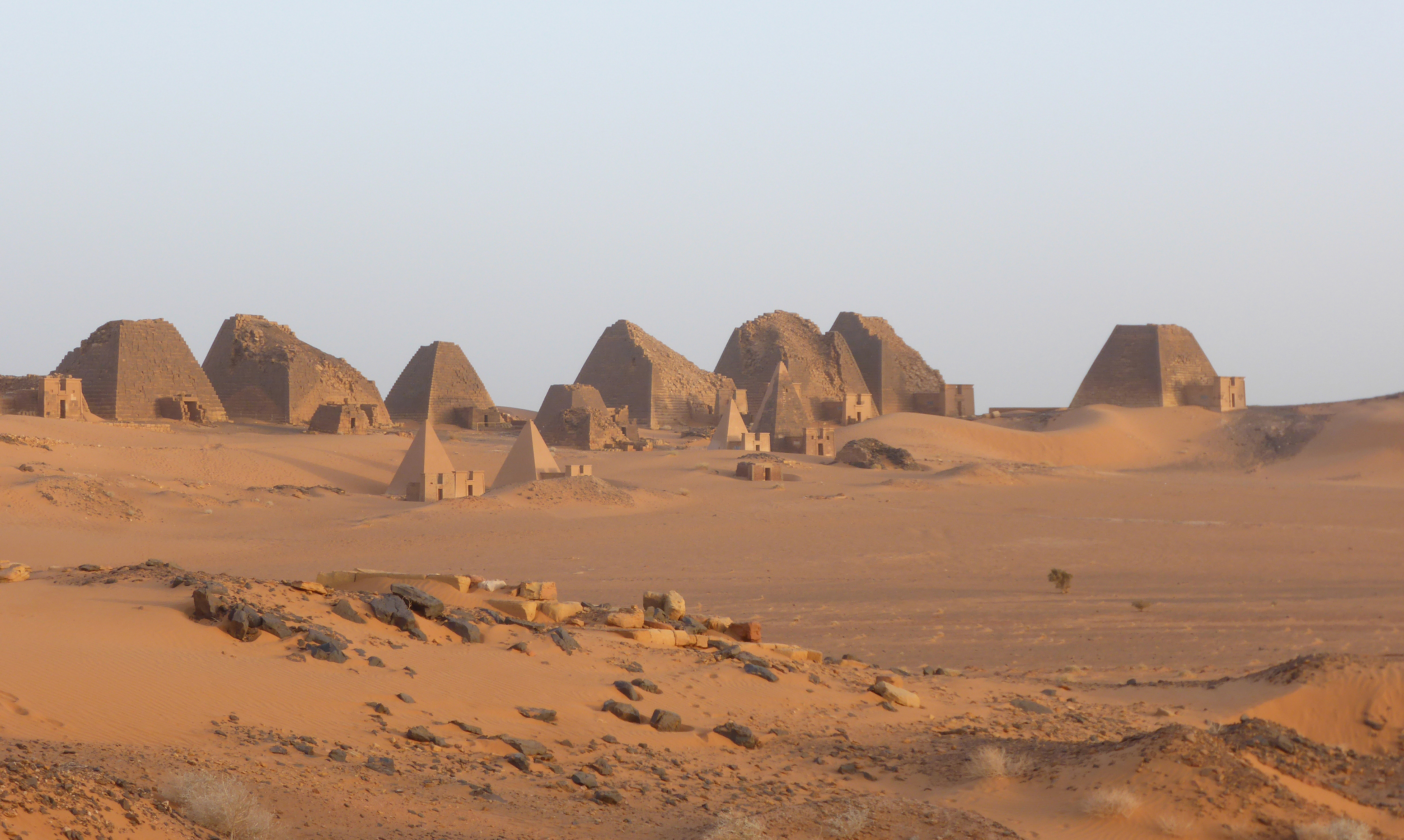
Meroé piramisai

Szudán északi felén, Núbiában, a Nílus-völgyének közelében van a világ legtöbb piramisa, mégis csak kevesen ismerik ezeket.
Meroét már a Krisztus előtti 8. században lakták, és a Kusita Királyság központjaként működött. Piramisai a legismertebb ókori szudáni épületek közé tartoznak. Ezen kívül találunk többnyire romos piramisokat Nuri, el-Kurru és Dzsebel Barkal mellett is. A núbiai piramisokat egyiptomi párjaik ihlették, de az itteni uralkodók nem fogtak akkora méretű monumentális építkezésekbe, mint a fáraók tették azt. Azonkívül az itteni piramisok építése jelentősen igazodott a helyi hagyományokhoz.

## Közép-amerikai piramisok

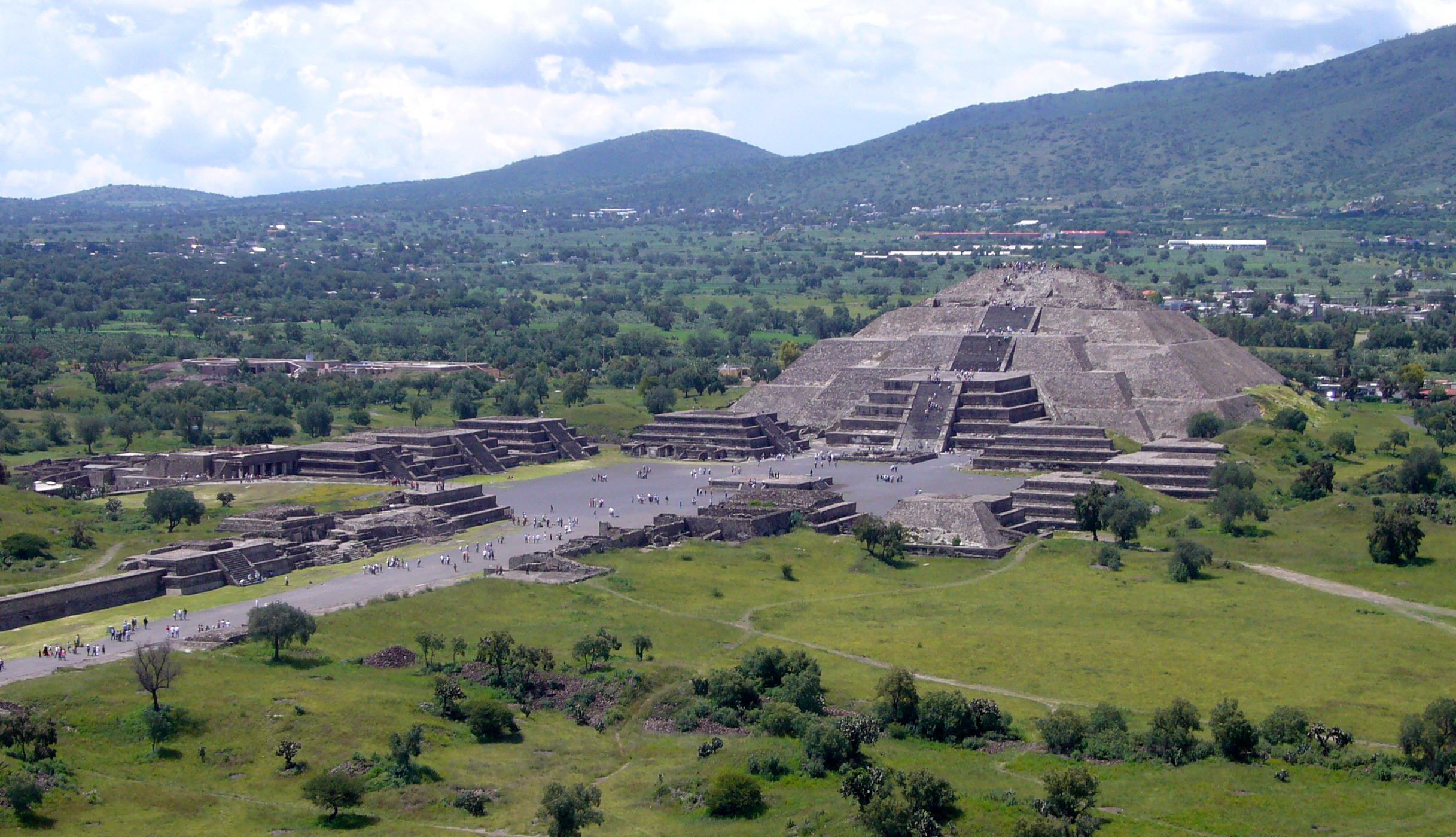
A teotihuacáni Hold-piramis

Közép-Amerikában többfelé találunk piramisokat, elsősorban Mexikóban, Guatemalában, Belizében, de Hondurasban és El Salvadorban is.
Teotihuacán romváros Mexikóban, a Mexikói-völgy északkeleti részében. A vele megegyező nevű, kb. 45 000 lakosú város közelében, valamint Mexikóvárostól északkeleti irányban kb. 45 km-re található. Fejlődésének csúcsán Teotihuacán az amerikai kontinens legnagyobb városa volt.
További főbb, piramisokról ismert helyek: Uxmal, Palenque, Chichén Itzá, Tikal, Altún Ha stb.

## Perui piramisok
A dél-amerikai Peruban több helyen találunk romos piramisokat. Caral-Supe romvárosa Limától 180 kilométerre a Supe-folyó völgyében fekszik. A 0,7 négyzetkilométeres régészeti helyszínt 1994-ben fedezték fel. A város több kör alakú részre oszlik, amelyeket hat piramis határol. 
Chavín de Huántar az Andokban a Fehér Kordillerák egyik völgyében 3177 méter tengerszint feletti magasságban helyezkedik el. Ez a település adott nevet Dél-Amerika egyik legnagyobb hatású prekolumbián kultúrájának a chavín kultúrának. Itt is találunk egy romos, sima tetejű piramist.
Túcume Peru északi partvidékének egyik régészeti lelőhelye, amely vályogból készült, nagy méretű, piramisszerű, de mára az erózió által nagy mértékben lepusztított építményéről ismert.

## Kínai piramisok
Kínában számos hatalmas halomsír található, amelyek távoli hasonlóságot mutatnak az egyiptomi piramisokkal. A fő régészeti terület, ahol az alapjaik méretével néhány, a gizai nagy piramisokkal vetekedő építmény is található, a Qin Chuan síkságon fekszik, közép Kínában. Továbbiak találhatóak a Qin Lin völgyben, Qin Ling Shan hegységben – 100 km-re délnyugatra Xi'an-tól, Moa Ling – közel Xianyanghoz 50 km-re nyugatra Xi'an-tól, Wei Ho folyó - északra Xi'an-tól, Stensi Shandong (kőpiramisok) és Taibai Shan hegységben, a Qin Ling hegység legmagasabb részén.
A legnagyobbak alapterülete eléri a 150×150 méteres nagyságot, a kisebbek körülbelül 50×50 méteresek. Magasságuk kisebb az alapok élhosszúságánál, átlagban harmad vagy negyed olyan magasak (50–20 m). Építőanyaguk kő, illetve föld, mára már számos helyen megrongálódtak, nem kis részben a mezőgazdasági művelés hatására. Csúcsépítményük valószínűleg nem volt, mindegyik építmény négyzet alapú csonka gúla alakú.

## Boszniai piramisok
A 2005-ben Semir Osmanagić vállalkozó és amatőr régész vezetésével kezdődött feltárás a bosznia-hercegovinai Visoko mellett, ahol egy környékbeli hegy belsejében Osmanagić ősi piramist vél felfedezni. A tudósok nagy része azonban természetes eredetűnek tartja a képződményt, Osmanagićnak a szemére vetik nemcsak azt, hogy szakszerűtlen eszközökkel dolgozik, de az ő általa elgondolt, erősen hipotetikus piramis megtalálása érdekében elpusztít valódi, ókori eredetű kultúrrétegeket, amelyek az illírek és rómaiak ittlétének bizonyítékai.

## A Louvre üvegpiramisa

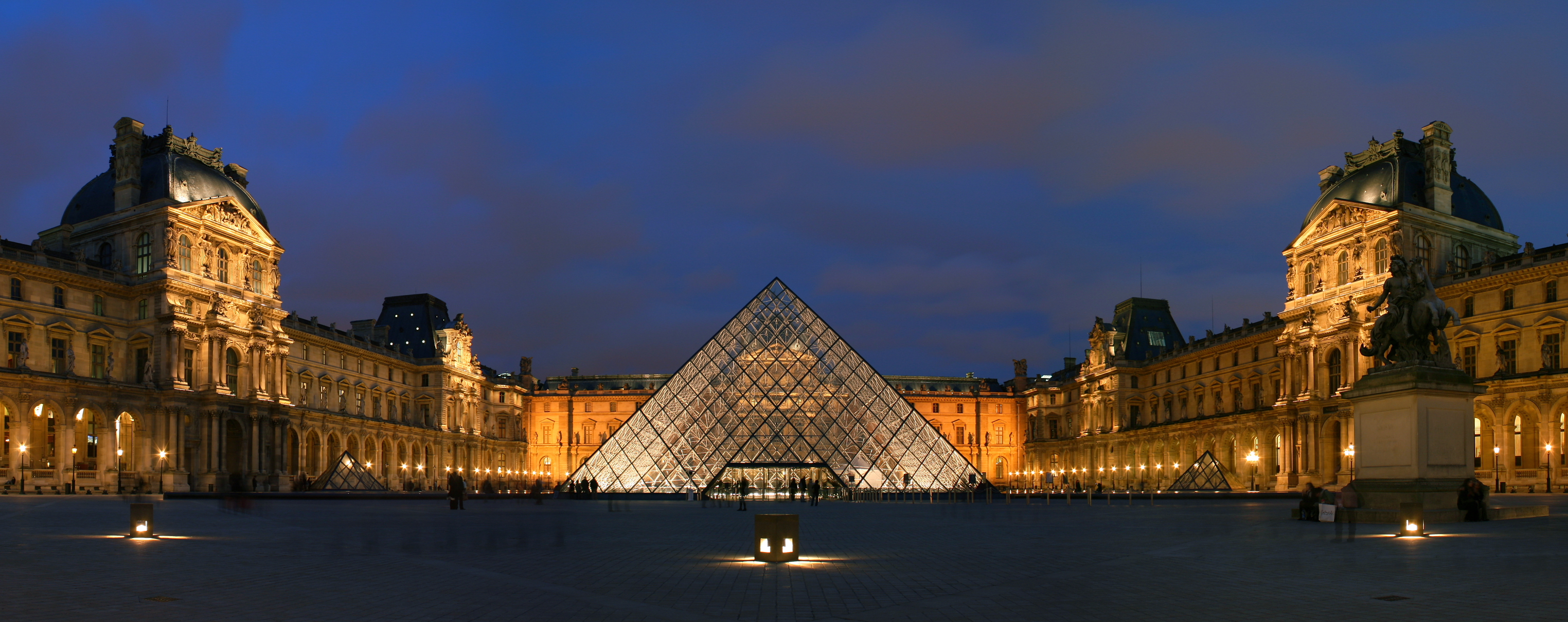
A Louvre üvegpiramisa

- A Louvre udvarán levő modern üvegpiramis Ieoh Ming Pei amerikai építész alkotása.